# جام خیریه انگلستان ۲۰۰۰
 جام خیریه انگلستان ۲۰۰۰ ، ۷۸امین رقابت سالانه مابین قهرمانان لیگ برتر انگلستان و جام حذفی فوتبال انگلستان است.
این مسابقه در تاریخ ۱۳ آگوست ۲۰۰۰ مابین تیم‌های چلسی و منچستر یونایتد در ورزشگاه ومبلی لندن برگزار شده‌است.
تیم چلسی در این مسابقه توانست با نتیجه دو بر صفر به پیروزی برسد.

## جزئیات مسابقه
| منچستر یونایتد | ۰ – ۲ | چلسی                     |
| -------------- | ----- | ------------------------ |
|                |       | هاسلبنک ۲۲' · ملچیوت ۷۳' |